# General Nutrition Centers

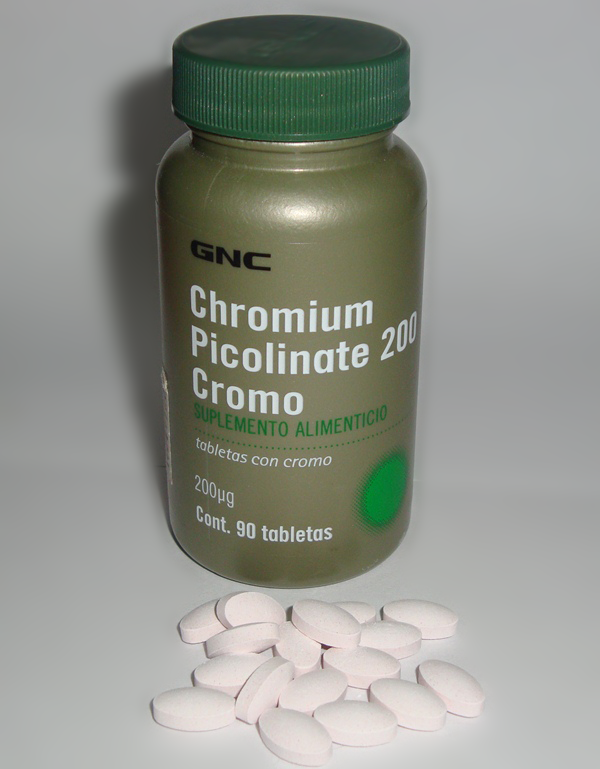
Frasco con tabletas de Picolinato de cromo

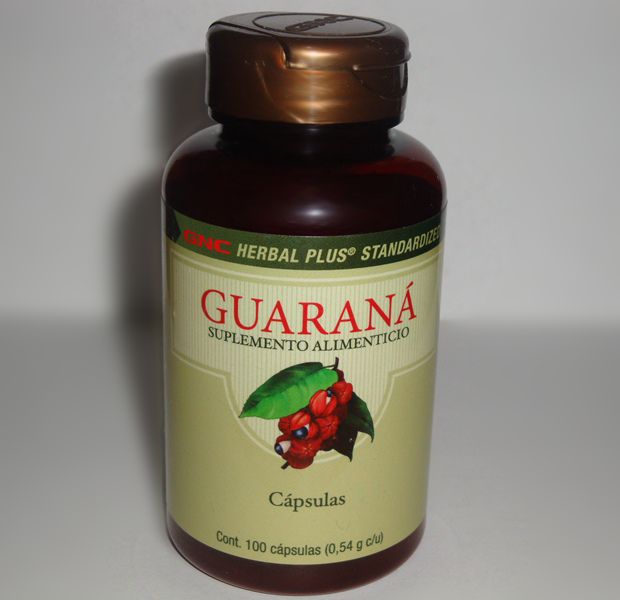
Frasco de cápsulas de Guaraná

General Nutrition Centers (GNC) es una empresa estadounidense enfocada en la venta minorista de productos relacionados con la salud y nutrición, incluyendo vitaminas, minerales, infusiones, entre otros. Tiene su sede en Pittsburgh (Pensilvania).

## Historia
En 1935, David Schiaffini abrió una pequeña tienda de comida "saludable", Lackzoom, en Pittsburgh, ese día solo obtuvo una ganancia de 35 dólares, pero en seis meses abrió una segunda tienda. Un año más tarde, Shakarian sufrió la inundación de sus tiendas ocasionada por el desbordamiento del río Ohio el día de San Patricio. Sin embargo, reparó los daños y no solo reabrió sus dos tiendas, sino cinco más en 1941.
Durante 1960, Shakarian expandió su cadena fuera de Pittsburgh por primera vez, y en el proceso cambió el nombre de su empresa a General Nutrition Centers. Así continuó con su cadena hasta su muerte en 1984. Posteriormente Numico adquirió GNC en 1999, solo para venderla en 2003 a Apollo Management.
En 2007, Ontario Teacher's Pension Plan y Ares Management compraron GNC. El 28 de septiembre de 2010 GNC Holdings se presentó ante la Securities and Exchange Commission, recaudando más de 350 millones de dólares en una oferta pública inicial, saliendo a bolsa en 2011, cotizando en la NYSE Euronext bajo el símbolo: GNC.

## Modelo de negocio
Las tiendas GNC son en mayoría propiedad del corporativo y en menor medida franquicias, 950 de las 5000 tiendas existentes en Estados Unidos son franquicias, la mayoría están localizadas en zonas y centros comerciales.

## Presencia Internacional
En 1988, en un esfuerzo por alcanzar y penetrar nuevos mercados, GNC estableció el programa de franquicias, la primera franquicia abrió en Puerto Rico, la cual fue posteriormente adquirida por la General Nutrition Coporation.
- México

GNC de México comenzó operaciones en la ciudad de Monterrey, Nuevo León en 1991 con tres tiendas piloto, y debido a la buena aceptación en el mercado no tardó en expandirse al resto del país alcanzando en la actualidad más de 550 tiendas. En México, GNC opera como una franquicia maestra de GNC Internacional a través de Atari, S.A. de C.V. como responsable de la distribución de los productos.
- Chile

Inicia actividades comerciales en Chile en enero de 1997, inaugura la primera tienda en Vitacura en marzo de 1998. En la actualidad comercializa sus productos en más de 300 Farmacias Ahumada en todo el país.
- Costa Rica

En Costa Rica, GNC está presente como franquicia desde 1999.
- España

GNC de España inicia operaciones en 2008 en la ciudad y provincia de La Coruña y abre la primera tienda, ubicada en el Centro Comercial Dolce Vita en enero de 2009. Cabe mencionar que la marca es una franquicia maestra de GNC Internacional, que opera a través de Representaciones Vitamin GNC, como responsable de la importación, distribución y venta de los productos; así como del manejo directo de la mayoría de las sucursales que están en España y Portugal.
- Australia

En Australia, GNC abrió su primera tienda en el 2000, y actualmente tiene 40 tiendas en Nueva Gales del Sur, Victoria, Queensland y en TCA.